# Касимов, Хайдар
Хайдар Касымов (тадж. Ҳайдар Қосимов; 7 марта 1922, кишлак Полезак, Гармский район — 3 марта 1993, Таджикистан) — участник Великой Отечественной войны, командир расчёта 2-й миномётной роты 229-го стрелкового полка 8-й стрелковой дивизии 15-го стрелкового корпуса 13-й армии Центрального фронта, сержант. Герой Советского Союза.

## Биография
Родился в 1922 году в семье колхозника в колхозе Севахш Тугай-Сарайского сельсовета Октябрьского района Сталинабадской области (ныне Таджикистан, г. Душанбе).
Трудовую деятельность начал в 1938 году учетчиком тракторной бригады 2-й Октябрьской МТС.
В декабре 1941 был призван в ряды Красной Армии. В 1943 году стал коммунистом.

### Подвиг
В сентябре 1943 года командовал расчётом миномётной роты 229-го стрелкового полка Центрального фронта. Во время форсирования реки Десны сержант Хайдар Касимов после выхода из строя командира роты принял командование и организовал переправу личного состава через реку с последующим боем по захвату и удержанию плацдарма. В дальнейшем в боях на подступах к реке Припять миномётным огнём уничтожил склад боеприпасов и несколько десятков вражеских солдат.
В боевой характеристике Х. Касымова сказано:

«В боях на подступах к реке Припять тов. Касымов огнём своих минометов уничтожил склад боеприпасов противника. Командующий 229 стрелковым полком подполковник Шишков, командующий войсками генерал армии Рокоссовский за проявленные героизм и мужество признали Хайдара Касымова достойным присвоения звания Героя Советского Союза».

### После войны
В 1946 году Касимов был демобилизован. Вернулся на родину, работал в колхозе, был председателем Таджикабадского кишлачного Совета народных депутатов Вахшского района, затем — заместителем директора межхозяйственного овцеконеводческого объединения Вахшского района Курган-Тюбинской области.
Убит боевиками НФТ 3 марта 1993 года.

## Награды
- Указом Президиума Верховного Совета СССР от 16 октября 1943 года за образцовое выполнение боевых заданий командования на фронте борьбы с немецко-фашистским захватчиками и проявленные при этом мужество и героизм сержанту Касимову Хайдару присвоено звание Героя Советского Союза с вручением ордена Ленина и медали «Золотая Звезда» (№ 11168).
- Награждён также орденами Отечественной войны 1-й степени, Трудового Красного Знамени, Красной Звезды, «Знак Почёта», медалями.

## Память
- Именем Героя была названа пионерская дружина школы № 39 в его родном кишлаке.